# 2023年のサッカー
2023年のサッカーでは、2023年のサッカー関連の出来事をまとめる。
2022年のサッカー - 2023年のサッカー - 2024年のサッカー

## できごと

### 1月
- 1日 - 【JFA・JUFA】 第71回全日本大学サッカー選手権大会決勝が行われ、桐蔭横浜大学（関東第4・神奈川）が3－2で新潟医療福祉大学（北信越第1・新潟）をやぶり初優勝[1]。
- 5日 - 【WEリーグ】ジェフユナイテッド千葉レディースは猿澤真治監督の退任を発表[2]。
- 6日
  - 【Jリーグ・JFL】2023年以降のJ3リーグとJFLの入れ替えについて、JFLのリーグ戦の最終順位が2位以内でJ3ライセンスを保有であることの上でJFL1位チームはJ3自動昇格。JFL2位チームはJ3のクラブとJ3・JFL入れ替え戦（ホーム&アウェーの2戦）の実施を発表（なおJFL2位以内のクラブがJリーグ入会のためのクラブライセンス交付判定を受けていない場合、3位以下のクラブが繰り上がらない。そのためJ3・20位チームはJFLの対象になるチームの順位によって自動昇格か入れ替え戦のいずれかになる可能性あり。J3・19位チームは入れ替え戦かJ3残留になる可能性あり）[3]。
  - 【JFL・地域】2023年以降のJFLと地域リーグの入れ替えについて、JFL16位チームと全国地域サッカーチャンピオンズリーグ1位チームは自動入れ替え、JFL15位チームは全国地域サッカーチャンピオンズリーグ2位チームとの間でJFL・地域リーグ入れ替え戦を行うことを発表[4]。
  - 【JFA・JUWFA】第31回全日本大学女子サッカー選手権大会決勝が味の素フィールド西が丘で行われ、東洋大学（関東第1）が山梨学院大学（関東第3）に1－0で勝ち初優勝[5]。
- 8日 - 【JFA・高体連】 第31回全日本高等学校女子サッカー選手権大会決勝が行われ、藤枝順心（東海第1・静岡）が十文字（関東第1・東京）を1－0で下し2年ぶり6回目の優勝[6]。
- 9日 - 【JFA・高体連】第101回全国高等学校サッカー選手権大会決勝が行われ、岡山学芸館高等学校(岡山）が東山高等学校（京都）を3-1で下し初優勝、岡山県勢としても初優勝[7]。
- 11日 - 【WEリーグ】ジェフユナイテッド千葉レディースは後任の監督に三上尚子ゼネラルマネージャーの就任を発表[8]。
- 23日 - 【JFL】この日行われたJFL理事会でFC神楽しまねについて選手、スタッフへの給与未払いが続いていること、JFLへの年会費が未納だったこと、そして再建計画について実行性が乏しいとの理由で今季のJFLの参加を認めないことが決定。これにより今季のJFLは15チームによるリーグ戦となることも決定[9]。
- 28日 - 【JFA】皇后杯 JFA 第44回全日本女子サッカー選手権大会決勝がヨドコウ桜スタジアムで行われ、日テレ・東京ヴェルディベレーザがINAC神戸レオネッサを4－0で下し2年ぶり16回目の優勝[10]。
- 31日 - 【Jリーグ】この日行われたJリーグ理事会でJFLのラインメール青森、高知ユナイテッドSCおよび東北社会人サッカーリーグのコバルトーレ女川について、Jリーグ百年構想クラブから脱退することを承認。ただし2022年12月に規約改正によりJリーグ百年構想クラブがJリーグ入会条件から外れたため、3チームはこれまで通りJ3ライセンスを取得すればJリーグ入会が可能[11]。

### 2月
- 11日
  - 【JFA・Jリーグ】FUJIFILM SUPER CUP2023が国立競技場で行われ、横浜F・マリノスがヴァンフォーレ甲府を2 - 1で勝利し、初優勝[12]。
  - （現地時間）【FIFA】FIFAクラブワールドカップ2022 決勝が モロッコ・ラバトのスタッド・ムーレイ・アブドゥラで行われ、レアル・マドリードがアル・ヒラルに5 - 3で勝利し、4大会ぶり5回目の優勝[13]
- 22日 - 【Jリーグ】この日行われたJリーグ理事会でJFLのヴィアティン三重についてJリーグ百年構想クラブから脱退することを承認。ただしJリーグ百年構想クラブであることがJリーグ入会条件から外れたため、これまで通りJ3ライセンスを取得すればJリーグ入会が可能[14]。
- 27日(現地時間) - 【FIFA】ザ・ベスト・FIFAフットボールアウォーズがフランスのパリで行われ、年間最優秀選手賞にパリ・サンジェルマンのリオネル・メッシが3年ぶり7回目の受賞[15]。

### 3月
- 3日 - 【JFL】JFL規律委員会は鈴鹿ポイントゲッターズの三浦泰年 監督のパワーハラスメントや不適切発言に対して、3月12日開幕のJFLの第1節 - 第4節までの4試合のベンチ入り禁止処分を発表[16]。
- 14日 - 【JFL】
  - 1月に資金難によりJFLを退会したFC神楽しまねの運営会社が裁判所に破産手続きを申請し、クラブ解散が決定。負債総額は3億5000万円[17]。
  - 鈴鹿ポイントゲッターズの元役員が運営会社から現金を脅し取った事件の裁判で津地方裁判所は元役員に対し、懲役2年6ヶ月の実刑判決[18]。
- 29日（現地時間） - 【FIFA】FIFAは5月に行われる予定の2023 FIFA U-20ワールドカップの開催予定だった インドネシアから除外を発表。この大会に出場予定の イスラエルをパレスチナ問題を理由にインドネシアが国家として認めておらず（パレスチナを国家として承認）、イスラム教が多数のインドネシア国内で反発が起こり、開催地の知事がイスラエル代表の受け入れを拒否したため開催権を剥奪[19][20]。
- 30日 - 【Jリーグ】JリーグとDAZNとの間で新たに2023年から2033年までの11年間で約2,395億円の放映権を契約。今回の契約でJ3リーグが2023年をもってDAZNでの放映を終了[21]。

### 4月
- 3日 - 【Jリーグ】J2・清水エスパルスはゼ・リカルド監督の退任と後任の監督に秋葉忠宏コーチの昇格をそれぞれ発表[22][23]。
- 4日
  - 【Jリーグ】J2・モンテディオ山形はピーター・クラモフスキー監督との契約を4月2日付で解除し、後任の監督に渡邉晋コーチの昇格をそれぞれ発表[24]。
  - （現地時間）【FIFA】11月に開催予定の2023 FIFA U-17ワールドカップの開催地だった ペルーが開催辞退を発表[25]。
- 12日 - 【Jリーグ】2023年5月12日(金) の30周年記念マッチから同年6月11日(日) (J1第13節～17節、J2第15節～20節、J3第10節～13節) までの間、KOTOHOGI 30を公式試合球にすると発表[26]。
- 18日（現地時間） - 【FIFA】FIFAは5月に行われる予定の2023 FIFA U-20ワールドカップの開催地を アルゼンチンで行うことを発表[27][28]。
- 20日 - 【なでしこリーグ】この日に行われたなでしこリーグ社員総会および理事会にて、髙田春奈氏の理事長就任を発表[29]。
- 25日 - 【Jリーグ】この日行われたJリーグ理事会でJFLのヴェルスパ大分についてJリーグ百年構想クラブから脱退することを承認。ただしJリーグ百年構想クラブであることがJリーグ入会条件から外れたため、これまで通りJ3ライセンスを取得すればJリーグ入会が可能[30]。

### 5月
- 1日 - 【WEリーグ】マイナビ仙台レディースは松田岳夫監督の退任と後任の監督に須藤茂光 前ヴェルスパ大分監督の就任をそれぞれ発表[31][32]。
- 4日（現地時間） - 【セリエA】セリエA第33節で1位ナポリはウディネーゼと1-1の引き分けとなり、1989-1990シーズン以来33シーズンぶり3回目の優勝が決定[33]。
- 6日 - 【AFC】AFCチャンピオンズリーグ2022 決勝第2戦が埼玉スタジアム2002で行われ、浦和レッズがアル・ヒラルに1-0で勝利、2戦合計でも2-1で勝利して6年ぶり3回目の優勝が決定[34]。
- 8日 - 【Jリーグ】J2・レノファ山口FCは名塚善寛監督の辞任を発表[35]。
- 11日（現地時間）  - 【AFC】 AFCアジアカップ2023の組み合わせ抽選会が行われ、 日本はグループDに入り、 イラク、 インドネシア、 ベトナムと同組になることが決定[36]。
- 14日（現地時間） - 【ラ・リーガ】ラ・リーガ第34節で1位FCバルセロナはエスパニョールに4 - 2で勝利し、4シーズンぶり27回目の優勝が決定[37]。
- 15日 - 【Jリーグ】Jリーグはこの日30周年を迎えてファン・サポーターの皆様の投票をもとに「明治安田J30ベストアウォーズ」を発表[38]。
- 16日 - 【Jリーグ】J3・FC琉球は倉貫一毅監督の解任を発表[39]。
- 17日 - 【Jリーグ】J1・柏レイソルはネルシーニョ監督の退任と後任の監督に井原正巳ヘッドコーチの昇格をそれぞれ発表[40]。
- 19日 - 【Jリーグ】J2・大宮アルディージャは相馬直樹監督の退任と後任の監督に原崎政人ヘッドコーチの昇格をそれぞれ発表[41]。
- 20日
  - （現地時間）エルサルバドルの首都サンサルバドルのエスタディオ・クスカトラン（英語版）で群衆事故が発生。12人死亡。同国サッカー連盟はすべての国内リーグを中止すると声明[42]
  - （現地時間）【プレミアリーグ】プレミアリーグ第37節で2位アーセナルがノッティンガム・フォレストに0-1で敗れ、残り1試合で1位マンチェスター・シティとの勝ち点差が4になり、マンチェスター・シティの3シーズン連続9回目の優勝が決定[43]。
- 27日（現地時間） 
  - 【ブンデスリーガ】ブンデスリーガ第34節で1位ドルトムントはマインツにマインツに2-2の引き分け。2位のFCバイエルン・ミュンヘンはケルンに2-1で勝利し、この結果勝ち点並び、得失点差でバイエルン・ミュンヘンが上回り、バイエルン・ミュンヘンが11シーズン連続33回目の優勝[44]。
  - 【リーグ・アン】リーグアン第37節で1位パリ・サンジェルマンはストラスブールに1-1の引き分けとなり、2シーズン連続11回目の優勝[45]。
- 29日 - 【Jリーグ】J2・レノファ山口FCは後任の監督にファン・エスナイデル 元ジェフユナイテッド千葉監督の就任を発表[46]。
- 31日（現地時間） - 【UEFA】UEFAヨーロッパリーグ 2022-23 決勝が ハンガリー・ブダペストのプシュカーシュ・アレーナで行われ、セビージャとローマは1-1で延長戦でも決着が付かず、PK戦の末セビージャが4-1で勝利して、3シーズンぶり7回目の優勝[47]。

### 6月
- 2日 - 【WEリーグ】ASエルフェン埼玉は田邊友恵監督の退任を発表[48]。
- 3日
  - 【Jリーグ】この日行われる予定だった明治安田生命J1リーグ第16節ヴィッセル神戸 vs. 川崎フロンターレ戦は台風2号の影響での公共交通機関の運転見合わせにより、川崎フロンターレの選手スタッフが前日および当日のチームの遠征が不可能なため、試合中止・順延を発表[49]。
  - 【WEリーグ】Yogibo WEリーグ第21節で1位三菱重工浦和レッズレディースは大宮アルディージャVENTUSに4 - 0で勝利し、初優勝[50]。
- 10日（現地時間） - 【UEFA】UEFAチャンピオンズリーグ 2022-23 決勝が トルコ・イスタンブールのアタテュルク・オリンピヤト・スタドゥで行われ、マンチェスター・シティがインテルに1-0で勝利して、初優勝[51]。
- 13日 - 【FIFA・JFA】7月20日に開幕する2023 FIFA女子ワールドカップの女子日本代表23名が発表[52]。
- 11日（現地時間） - 【FIFA】2023 FIFA U-20ワールドカップ決勝が アルゼンチン・ラプラタのエスタディオ・ウニコ・ディエゴ・アルマンド・マラドーナで行われ、 ウルグアイが イタリアに1 - 0で勝利し、初優勝[53]
- 14日 - 【Jリーグ】
  - J1・FC東京はアルベル・プッチ・オルトネダ監督の退任を発表[54]。
  - J2・いわきFCは村主博正監督の契約解除と後任の監督に前監督の田村雄三ゼネラルマネージャーの就任を発表[55]。
  - J3・FC琉球は後任の監督に元監督の喜名哲裕スポーツダイレクター補佐の就任を発表[56]。
- 16日 - 【Jリーグ】J1・FC東京は後任の監督にピーター・クラモフスキー 前モンテディオ山形監督の就任を発表[57]。
- 18日（現地時間） - 【UEFA】UEFAネーションズリーグ2022-23決勝が オランダ・ロッテルダムのデ・カイプで行われ、 スペインと クロアチアは0-0で90分でも決着が付かずPK戦の末、スペインが5-4で勝利して、初優勝[58]。
- 20日 - 【Jリーグ】J3・ガイナーレ鳥取は金鍾成監督の解任と増本浩平ヘッドコーチが暫定監督に就任することをそれぞれ発表[59]。

### 7月
- 12日 - 【Jリーグ】J3・福島ユナイテッドFCは服部年宏監督の退任を発表[60]。
- 13日 - 【Jリーグ】J2・ベガルタ仙台は伊藤彰監督との契約解除と後任の監督に堀孝史コーチの昇格をそれぞれ発表[61][62]。
- 16日 - 【Jリーグ】この日行われる予定だった明治安田生命J2リーグ第26節ブラウブリッツ秋田 vs. FC町田ゼルビア戦（ソユースタジアム）は秋田県内の大雨の影響でお客様の安全の確保や安全な試合の進行が困難なことから、試合中止を発表[63]。
- 18日 - 【Jリーグ】J3・福島ユナイテッドは後任の監督に依田光正ヘッドコーチの昇格を発表[64]。
- 25日 - 【Jリーグ】この日行われたJリーグ理事会でJFLの沖縄SVについてJリーグ百年構想クラブから脱退することを承認。ただしJリーグ百年構想クラブであることがJリーグ入会条件から外れたため、これまで通りJ3ライセンスを取得すればJリーグ入会が可能[65]。
- 30日 - 【JFA・高体連】全国高等学校総合体育大会女子決勝が帯広の森陸上競技場で行われ、藤枝順心（東海第1・静岡）が聖和学園（東北第1・宮城）を3－0で下し7年ぶり2回目の優勝[66]。

### 8月
- 4日
  - 【JFA・高体連】全国高等学校総合体育大会男子決勝が花咲スポーツ公園陸上競技場で行われ、明秀学園日立（茨城）が桐光学園（神奈川第1）を2－2から延長戦でも決着つかずPK戦の末7ー6で下し初優勝[67]。
  - 【Jリーグ】5日に行われる予定だった明治安田生命J3リーグ第21節ヴァンラーレ八戸 vs. FC琉球（プライフーズスタジアム）は台風6号の影響により、沖縄県内で災害が発生していることやFC琉球のチーム移動の安全確保が困難なことから、試合中止を発表[68]。
- 8日 - 【Jリーグ】J3・FC今治は髙木理己監督の退任を発表[69]。
- 15日 - 【サウジアラビア】この日にパリ・サンジェルマンFCのネイマールがアル・ナスルFCに移籍するなど、世界のサッカー選手の年俸ランキングの上位10人のうちの8人が本年にサウジアラビアのクラブに移籍した選手で占めることとなった（他には、クリスティアーノ・ロナウド、カリム・ベンゼマ、エンゴロ・カンテ、サディオ・マネ、ジョーダン・ヘンダーソン、リヤド・マフレズ、カリドゥ・クリバリ）[70]。
- 16日 - 【Jリーグ】J3・FC今治は新監督に工藤直人コーチの昇格を発表[71]。
- 20日
  - （現地時間）【FIFA】2023 FIFA女子ワールドカップ決勝が オーストラリア・シドニーのスタジアム・オーストラリアで行われ、 スペインが イングランドに1 - 0で勝利し、初優勝[72]。宮澤ひなたが日本人2人目となる大会得点王（ゴールデンブーツ）を獲得し、チームもフェアプレー賞を受賞。
  - 【Jリーグ】この日行われた明治安田生命J2リーグ第31節 ザスパクサツ群馬 vs. ツエーゲン金沢（正田醤油スタジアム群馬）は、前半31分で雷雨のため中止、順延[73]。
- 22日 - 【Jリーグ】
  - J3・鹿児島ユナイテッドFCは大嶽直人の退任と後任の監督に大島康明ヘッドコーチの昇格をそれぞれ発表[74][75]。
  - J2・徳島ヴォルティスはベニャート・ラバイン監督との契約を8月21日で解除し、後任の監督に吉田達磨 前ヴァンフォーレ甲府監督の就任をそれぞれ発表[76]。
- 26日 - 【Jリーグ】この日行われた明治安田生命J2リーグ第32節 藤枝MYFC vs. ザスパクサツ群馬（藤枝総合運動公園サッカー場）は、雷雨のため中止、順延[77]。
- 28日 - 【Jリーグ】J3・AC長野パルセイロはシュタルフ悠紀監督の解任を発表[78]。
- 29日 - 【Jリーグ】
  - J3・AC長野パルセイロは後任の監督に髙木理己 前FC今治監督の就任を発表[79]。
  - J3・Y.S.C.C.横浜は星川敬監督の解任を発表[80]。
- 30日 - 【Jリーグ】 J3・Y.S.C.C.横浜は後任の監督に倉貫一毅 前FC琉球監督の就任を発表[81]。
- 31日 - 【JFA】この日行われたJFA臨時理事会で8月2日に行われた天皇杯 JFA 第103回全日本サッカー選手権大会4回戦名古屋グランパス vs. 浦和レッズ（CSアセット港サッカー場）の試合後に発生した浦和の一部サポーターによる違反行為について17人を無期限の入場禁止、1人を5試合の入場禁止にすることを決定。17人に対する無期限の入場禁止は、浦和の試合だけでなく日本国内で行われる全ての試合（JFA主催試合に加え、Jリーグや各連盟などが主催する試合を含む）を対象[82]。

### 9月
- 1日
  - 【FA女子】 2022-23シーズンまでトッテナム・ホットスパーFCウィメンでプレーした元サッカー日本女子代表の岩渕真奈がこの日、自身のSNSにて「プロサッカー選手を引退することにしました」とコメントし、現役を引退することを発表。正式な記者会見は8日に行う[83]。
  - 【JFA】この日行われた日本サッカー協会の規律委員会で7月12日に行われた天皇杯3回戦におけるFC東京側ゴール裏自由席スタンド内での火薬類等危険物の持ち込みおよび使用ついてFC東京に対し、罰金500万円とけん責(始末書の提出)処分を公表[84]。
- 5日 - 【Jリーグ】J3・ギラヴァンツ北九州は田坂和昭監督の辞任と元監督の小林伸二スポーツダイレクターの監督就任をそれぞれ発表[85][86]。
- 15日 - 【Jリーグ】J3・FC琉球は喜名哲裕監督の辞任と後任の監督に元監督の金鍾成 前ガイナーレ鳥取監督に就任をそれぞれ発表[87][88]。
- 19日 - 【JFA】この日行われた日本サッカー協会の規律委員会は8月2日に行われた天皇杯4回戦の試合後に発生した浦和レッズサポーターによる暴力や破壊行為等に関する件で浦和レッズに対し、2024年に開催予定の天皇杯 JFA 第104回全日本サッカー選手権大会の参加資格剥奪とけん責（始末書の提出）処分を公表[89]
- 20日 - 【Jリーグ】J3・いわてグルージャ盛岡は松原良香監督の解任と後任の監督に中三川哲治ユース監督の就任をそれぞれ発表[90][91]。
- 21日 - 【JFA】この日行われたJFA理事会で8月2日に行われた天皇杯4回戦の試合後に発生した浦和の一部サポーターによる違反行為についてさらに4人を無期限の入場禁止を決定。4人に対する無期限の入場禁止は、浦和の試合だけでなく日本国内で行われる全ての試合（JFA主催試合に加え、Jリーグや各連盟などが主催する試合を含む）を対象[92]。
- 26日 - 【Jリーグ】この日行われた理事会で2024年シーズンにJ3クラブライセンスの申請があったクラブ6チームのうち4クラブに交付することを決定。なおレイラック滋賀と高知ユナイテッドSCについては10月の理事会で継続審議。滋賀は施設基準、高知は財務基準に関して確認が必要な事項が残っているため。クリアソン新宿は施設基準に課題があるものの、東京23区というホームタウンの特性に鑑み初交付[93]。また2024年シーズンのJ1クラブライセンスの審査結果が発表。いわきFCと藤枝MYFCは施設基準の例外適用申請により新たにJ1クラブライセンスを取得。またカマタマーレ讃岐は2015年以来9年ぶりにJ1クラブライセンスを取得[94]。
- 27日 - 【Jリーグ】J3・テゲバジャーロ宮崎は松田浩監督の退任と後任の監督に加藤光男コーチの昇格をそれぞれ発表[95][96]。

### 10月
- 4日（現地時間） - 【FIFA】この日行われた評議会で2030 FIFAワールドカップについてスペイン、ポルトガル、モロッコの3か国共催で一本化することを決議したと発表。またウルグアイ、アルゼンチン、パラグアイの開幕戦のみ100周年記念試合としてそれぞれの母国で開催することも決まり、開催国は史上最大の合計6か国になることが事実上内定[97]。
- 6日（現地時間） - 【AFC・OCA】2022年アジア競技大会サッカー競技女子決勝が 中国・杭州の黄龍スポーツセンター・スタジアムで行われ、 日本が 北朝鮮に4 - 1で勝利し、2大会連続3回目の優勝[98]。
- 7日（現地時間） - 【AFC・OCA】2022年アジア競技大会サッカー競技男子決勝が 中国・杭州の黄龍スポーツセンター・スタジアムで行われ、 韓国が 日本に2 - 1で勝利し、3大会連続6回目の優勝[99]。
- 14日 - 【WEリーグ】WEリーグカップ決勝が等々力陸上競技場で行われ、アルビレックス新潟レディースとサンフレッチェ広島レジーナは0 - 0で延長でも得点が入らず、PK戦の末サンフレッチェ広島レジーナが4 - 2で勝利し、初優勝[100]。
- 17日 - 【Jリーグ】J3・ガイナーレ鳥取は増本浩平 暫定監督が正式に監督に就任したことを発表[101]。
- 22日 - 【Jリーグ】
  - 明治安田生命J2リーグ第39節で1位FC町田ゼルビアはロアッソ熊本に3-0で勝利し、初のJ1昇格が決定[102]。
  - 明治安田生命J2リーグ第39節で22位ツエーゲン金沢はモンテディオ山形に0-1で敗れて、J2・21位以下が確定（J3でJ2ライセンス保有しないクラブがJ3・2位以内に来る可能性があり、J2・21位の可能性があるため、J3降格は確定せず）[103]。
- 24日 - 【Jリーグ】この日行われた理事会で2024年シーズンJ2、J3クラブライセンスの審査結果が発表。申請のあったJ2・11クラブのうち10クラブ、J3・1クラブのクラブライセンスの交付を決定。このうち沼津、奈良、宮崎は施設基準の例外適用申請により新たにJ2クラブライセンスを取得。なおFC大阪は「アカデミーチーム（U-15チーム）」が未充足のため、J2クラブライセンスについては不交付。J3クラブライセンスについては充足しているため、J3クラブライセンスは交付[104]。
- 28日 - 【Jリーグ】明治安田生命J2リーグ第40節で2位清水エスパルスはロアッソ熊本に1-3で敗れ、残り2試合で1位FC町田ゼルビアに勝ち点で上回らないことが確定したため、FC町田ゼルビアのJ2初優勝が決定[105]。
- 30日 （現地時間） - 【フランス・フットボール】 2023年のバロンドールにインテル・マイアミのリオネル・メッシが2年ぶりとなる史上最多8度目の受賞[106]。女子はFCバルセロナ・フェメニのアイタナ・ボンマティが初受賞[107]。

### 11月
- 4日 - 【Jリーグ】
  - 2023JリーグYBCルヴァンカップ決勝が国立競技場で行われ、アビスパ福岡が浦和レッズを2-1で勝利し初優勝。クラブとして3大タイトル初制覇[108]。
  - 明治安田生命J2リーグ第41節で21位大宮アルディージャは清水エスパルスに4-0で敗れて、J3降格圏のJ2・21位以下が確定。ただしJ2クラブライセンスを保持してないFC大阪がJ3・2位以内に入る可能性があるため大宮のJ3降格は未確定[109]。また22位ツエーゲン金沢は大分トリニータと2-2の引き分けとなり、J2最下位が確定して2014年以来のJ3降格が確定[110]。
- 11日 - 【Jリーグ】明治安田生命J3リーグ第35節で1位愛媛FCはFC今治に1-0で勝利して、2021年以来3年ぶりのJ2昇格が決定。また2位鹿児島ユナイテッドFCがFC琉球に0-2で敗れて勝ち点で愛媛FCを上回られないため、愛媛FCのJ3リーグ初優勝も決定[111]。
- 12日
  - 【Jリーグ】
    - 明治安田生命J2リーグ第42節で2位清水エスパルスは水戸ホーリーホックと1-1の引き分けで勝ち点74に止まり、3位ジュビロ磐田は栃木SCに2-1で勝利して勝ち点75、4位東京ヴェルディは大宮アルディージャに2-0で勝利して勝ち点75となり、ジュビロ磐田と東京ヴェルディが勝ち点で並んだが得失点差でジュビロ磐田が上回り、1年でのJ1復帰が決定。併せて清水、東京Vの他に5位モンテディオ山形、6位ジェフユナイテッド千葉のJ1昇格プレーオフ進出も決定[112]。
    - 明治安田生命J3リーグ第35節で19位SC相模原はFC大阪に5-0で勝利。同じ日にヴァンラーレ八戸に3-4で敗れたテゲバジャーロ宮崎が19位に転落したが前日、いわてグルージャ盛岡に6-1で勝利したギラヴァンツ北九州が勝利したが残り3試合で宮崎との勝ち点差が10で逆転する可能性が消滅したため、ギラヴァンツ北九州のJ3最下位が確定。ただしJFLでJ3クラブライセンスを持たないHonda FCが優勝したため、JFL自動昇格は消滅。J3・JFL入れ替え戦の可能性あり[113]。

  - 【JFL】JFL第28節で2位ソニー仙台FCはラインメール青森に1-3で敗れて、前日に勝利したHonda FCとの勝ち点差が7に開いて、勝ち点で上回らないことが確定したため、Honda FCの4年ぶり10回目の優勝が決定。なおHonda FCの優勝によりJ3自動昇格、JFL自動降格は消滅[114]。
- 20日 - 【WSL】宮澤ひなた所属のマンチェスター・ユナイテッドWFCと長谷川唯所属のマンチェスター・シティWFCで日本女子選手同士によるマンチェスター・ダービーが実現[115]。
- 25日 - 【Jリーグ】
  - 明治安田生命J1リーグ第33節で1位ヴィッセル神戸は名古屋グランパスに2-1で勝利し、前日に2位横浜F・マリノスがアルビレックス新潟に0-0に引き分けて勝ち点差が4となり、残り1試合で神戸を勝ち点で上回ることが出来ないため、ヴィッセル神戸の初優勝が決定[116]。
  - 明治安田生命J3リーグ第37節でFC大阪はFC今治に1-3で敗れて、2位鹿児島ユナイテッドFCとの勝ち点差が5で残り1試合でJ2クラブライセンス不交付のFC大阪がJ3・2位になる可能性が消滅したため、J2・21位の大宮アルディージャの初のJ3降格が決定[117]。
  - J1昇格プレーオフ準決勝で4位清水エスパルスと5位モンテディオ山形は0-0の引き分けでリーグ戦上位の清水エスパルスが決勝進出[118]。
- 26日
  - 【Jリーグ・JFL】JFL第30節で2位レイラック滋賀はヴィアティン三重と2-2の引き分け。4位ラインメール青森は鈴鹿ポイントゲッターズに1-2で敗れ、5位ブリオベッカ浦安はFCマルヤス岡崎に2-0で勝利。この結果2位にJ3クラブライセンスがないブリオベッカ浦安が入ったため、J3・JFL入れ替え戦は行わないことが決定。このためJ3・20位のギラヴァンツ北九州のJ3残留も決定[119]。
  - 【JFA・全社】全国地域サッカーチャンピオンズリーグ2023で栃木シティFCが初優勝し、2017年以来7年ぶりにJFL昇格が決定。また準優勝のVONDS市原はJFL・15位の沖縄SVとのJFL・地域リーグ入れ替え戦に進出することも決定[120]。
  - 【Jリーグ】J1昇格プレーオフ準決勝で3位東京ヴェルディが6位ジェフユナイテッド千葉に2-1で勝利して決勝進出[121]。
- 28日 - 【Jリーグ】この日行われた理事会で2024年シーズンのJ3クラブライセンスで継続審査だったレイラック滋賀についてJ3クラブライセンスの交付を決定。滋賀は新たにJ3クラブライセンスを取得。なお高知ユナイテッドSCについてはJ3クラブライセンス判定を辞退[122]。

### 12月
- 2日 - 【Jリーグ】 
  - J1昇格プレーオフ決勝で3位東京ヴェルディと4位清水エスパルスは1-1の引き分けでリーグ戦上位の東京ヴェルディがJ1昇格が決定[123]。
  - 明治安田生命J3リーグ第38節で2位鹿児島ユナイテッドFCはガイナーレ鳥取と1-1の引き分け、3位カターレ富山はYS横浜に2-1で勝利。この結果鹿児島と富山が勝ち点で並んだが、得失点差で鹿児島が上回り2位となりJ2昇格が決定[124]。
  - （現地時間）【FIFA】2023 FIFA U-17ワールドカップ決勝が インドネシア・スラカルタのマナハン・スタジアムで行われ、 ドイツと フランスは2-2で決着は付かず延長戦は行わずPK戦の末、ドイツが4-3で勝利して初優勝[125]。
- 3日
  - 【Jリーグ】明治安田生命J1リーグ第34節で18位横浜FCは鹿島アントラーズに1-2で敗れて、僅か1年で通算3度目のJ2降格が決定[126]。
  - 【JFL・地域】JFL・地域リーグ入れ替え戦でJFL15位の沖縄SVは地域CL2位のVONDS市原に延長戦の末、2-1で勝利し、JFL残留が決定[127]。
- 5日 - 【JFL】この日行われたJFL理事会で全国地域サッカーチャンピオンズリーグ2023で優勝した栃木シティFCの2024年度JFL入会を正式に承認[128]。
- 9日 - 【JFA】天皇杯 JFA 第103回全日本サッカー選手権大会の決勝が国立競技場で行われ、川崎フロンターレと柏レイソルは0-0で延長戦でも決着が付かず、PK戦の末、川崎フロンターレが8-7で勝利し、3大会ぶり2回目の優勝[129]。
- 19日 - 【Jリーグ】
  - この日行われたJリーグ理事会で2026年から秋開幕となるシーズン移行することを決定[130]。
  - 同じJリーグ理事会で関東サッカーリーグ1部の栃木シティFCについてJリーグ百年構想クラブから脱退することを承認。ただしJリーグ百年構想クラブであることがJリーグ入会条件から外れたため、これまで通りJ3ライセンスを取得すればJリーグ入会が可能（栃木シティは2024年よりJFL昇格）[131]。
- 22日 - 【FIFA】FIFAクラブワールドカップ2023 決勝が サウジアラビア・ジッダのキング・アブドゥッラー・スポーツシティで行われ、マンチェスター・シティがフルミネンセに4 - 0で勝利して初優勝[132]。
- 24日 - 【JFA・JUFA】 第72回全日本大学サッカー選手権大会決勝がカシマサッカースタジアム行われ、明治大学（関東第3・東京）が2 - 0で京都産業大学（関西第1・京都）を降し3大会ぶり4回目の優勝[133]。

## 国内リーグ優勝クラブ

### ヨーロッパ
- イタリア
  - 〈リーグ〉セリエA2022-2023 - ナポリ（33シーズンぶり3回目）
- スペイン
  - 〈リーグ〉ラ・リーガ2022-2023 - バルセロナ（4シーズンぶり27回目）
- フランス
  - 〈リーグ〉リーグ・アン2022-2023 - パリ・サンジェルマン（2シーズン連続11回目）
- ドイツ
  - 〈リーグ〉ドイツ・ブンデスリーガ2022-2023 - バイエルン・ミュンヘン（11シーズン連続33回目）
- イングランド
  - 〈リーグ〉プレミアリーグ2022-2023 - マンチェスター・シティ（3シーズン連続9回目）

## クラブチームによる国際大会
FIFAクラブワールドカップ2022
- 2月11日（決勝）（ モロッコ)
  -  レアル・マドリード（4大会ぶり5回目）

AFCチャンピオンズリーグ2022
- 5月6日（決勝）
  -  浦和レッズ（6年ぶり3回目）

OFCチャンピオンズリーグ2023
- 5月27日（決勝）
  -  オークランド・シティ（2年連続11回目）

UEFAヨーロッパリーグ 2022-23
- 5月31日（決勝）
  -  セビージャ（3シーズンぶり7回目）

CONCACAFチャンピオンズリーグ2023
- 6月4日（決勝）
  -  レオン（初優勝）

UEFAヨーロッパカンファレンスリーグ 2022-23
- 6月7日（決勝）
  -  ウェストハム・ユナイテッド（初優勝）

UEFAチャンピオンズリーグ 2022-23
- 6月10日（決勝）
  -  マンチェスター・シティ（初優勝）

CAFチャンピオンズリーグ 2022-23
- 6月11日（決勝）
  -  アル・アハリ（2シーズンぶり11回目）

コパ・スダメリカーナ 2023
- 10月28日（決勝）
  -  LDUキト（14年ぶり2回目）

コパ・リベルタドーレス 2023
- 11月4日（決勝）
  -  フルミネンセ（初優勝）

FIFAクラブワールドカップ2023
- 12月22日（決勝）（ サウジアラビア)
  -  マンチェスター・シティ（初優勝）

## ナショナルチームによる国際大会
UEFAネーションズリーグ2022-23
- 2022年6月1日 - 2023年6月18日（決勝： オランダ）
  -  スペイン（初優勝）

2023 CONCACAFゴールドカップ
- 6月24日 - 7月16日（ カナダ,  アメリカ合衆国）
  -  メキシコ（12回目）

### 年代別代表
AFC U20アジアカップ2023
- 3月1日 - 18日（ ウズベキスタン）
  -  ウズベキスタン（初優勝）[134]

UEFA U-17欧州選手権2023
- 5月17日 - 6月2日（ ハンガリー）
  -  ドイツ（4回目）

2023 FIFA U-20ワールドカップ
- 5月20日 - 6月11日（ アルゼンチン）
  -  ウルグアイ（初優勝）

AFC U17アジアカップ2023
- 6月15日 - 7月2日（ タイ）
  -  日本（2大会連続4回目）

UEFA U-21欧州選手権2023
- 6月21日 - 7月8日（ ルーマニア,  ジョージア）
  -  イングランド（3回目）

UEFA U-19欧州選手権2023
- 7月3日 - 7月16日（ マルタ）
  -  イタリア（4回目）

2022年アジア競技大会サッカー競技・男子
- 9月19日 - 10月7日（ 中国）
  -  韓国（3大会連続6回目）

2023 FIFA U-17ワールドカップ
- 11月10日 - 12月2日（ インドネシア）
  -  ドイツ（初優勝）

### 女子
2023 FIFA女子ワールドカップ
- 7月20日 - 8月20日（ オーストラリア・ ニュージーランド）
  -  スペイン（初優勝）

2022年アジア競技大会サッカー競技・女子
- 9月21日 - 10月6日（ 中国）
  -  日本（2大会連続3回目）

## 日本

### クラブチームによる国内大会

#### 男子中心
FUJIFILM SUPER CUP 2023
- 2月11日・国立競技場
  - 横浜F・マリノス 2 - 1 ヴァンフォーレ甲府
    - 横浜F・マリノスは初優勝

Jリーグ
- 明治安田生命J1リーグ
  - 2月17日 - 12月3日
    - 優勝 ヴィッセル神戸　勝点： 71
      - ヴィッセル神戸は初優勝

- 明治安田生命J2リーグ
  - 2月18日 - 11月12日
    - 優勝 FC町田ゼルビア　勝点： 87
      - FC町田ゼルビアは初優勝

- 明治安田生命J3リーグ
  - 3月4日 - 12月2日
    - 優勝 愛媛FC　勝点： 73
      - 愛媛FCは初優勝

第25回日本フットボールリーグ
- 3月12日 - 11月26日
  - 優勝 Honda FC 勝点：53
    - Honda FCは4年ぶり10回目の優勝

第59回全国社会人サッカー選手権大会
- 決勝 10月25日・駅前不動産スタジアム
  - FC刈谷 1（PK:4-2）1 アルテリーヴォ和歌山
    - FC刈谷は初優勝

2023JリーグYBCルヴァンカップ
- 決勝　11月4日・国立競技場
  - アビスパ福岡 2 - 1 浦和レッズ
    - アビスパ福岡は初優勝

全国地域サッカーチャンピオンズリーグ2023
- 11月10日 - 11月26日
  - 優勝 栃木シティFC
    - 栃木シティFCは初優勝

天皇杯 JFA 第103回全日本サッカー選手権大会
- 決勝　12月9日・国立競技場
  - 優勝  川崎フロンターレ 0（PK:8-7）0 柏レイソル
    - 川崎フロンターレは3年ぶり2回目の優勝

#### 女子
皇后杯 JFA 第44回全日本女子サッカー選手権大会
- 決勝 1月28日・ヨドコウ桜スタジアム
  - 日テレ・東京ヴェルディベレーザ 4 ‐ 0 INAC神戸レオネッサ
    - 日テレ・東京ヴェルディベレーザは2年ぶり16回目の優勝

Yogibo WEリーグ2022-23
- 2022年10月22日 - 2023年6月11日
  - 優勝 三菱重工浦和レッズレディース　勝点:52
    - 三菱重工浦和レッズレディースは初優勝

プレナスなでしこリーグ1部
- 3月18日 - 10月9日
  - 優勝 オルカ鴨川FC　勝点:44
    - オルカ鴨川FCは初優勝

プレナスなでしこリーグ2部
- 4月1日 - 10月15日
  - 優勝 ヴィアマテラス宮崎　勝点:46
    - ヴィアマテラス宮崎は初優勝

WEリーグカップ2023-24
- 決勝　10月14日・等々力陸上競技場
  - サンフレッチェ広島レジーナ 0（PK4-2) - 0 アルビレックス新潟レディース
    - サンフレッチェ広島レジーナは初優勝

#### 学生・ユースクラブ
第71回全日本大学サッカー選手権大会
- 決勝 1月1日・国立競技場
  - 桐蔭横浜大学（関東第5/神奈川）3 － 2 新潟医療福祉大学（北信越第1/新潟）
    - 桐蔭横浜大学は初優勝。

第31回全日本大学女子サッカー選手権大会
- 決勝 1月6日・味の素フィールド西が丘
  - 東洋大（関東第1/群馬）1  - 0 山梨学院大（関東第3/山梨）
    - 東洋大学は初優勝

第31回全日本高等学校女子サッカー選手権大会
- 決勝 1月8日・ノエビアスタジアム神戸
  - 藤枝順心（東海第1/静岡） 1 - 0 十文字（関東第1/東京）
    - 藤枝順心は2年ぶり6回目の優勝

第101回全国高等学校サッカー選手権大会
- 決勝 1月9日・国立競技場
  - 岡山学芸館（岡山） 3 - 1 東山（京都)　
    - 岡山学芸館は初優勝、岡山県勢としても初優勝

第47回日本クラブユースサッカー選手権 (U-18)大会
- 決勝 8月2日・味の素フィールド西が丘
  - ガンバ大阪U-18（近畿/大阪） 3 （5- 4）3 FC東京U-18（関東/東京）[135]
    - ガンバ大阪U-18は16年ぶり4回目の優勝。

令和5年度全国高等学校総合体育大会
- 男子決勝 8月4日・北海道旭川市・花咲スポーツ公園陸上競技場
  - 明秀日立（茨城）  2- （PK7‐6）2桐光学園(神奈川第1）
    - 明秀日立は初優勝。
- 女子決勝 7月30日・北海道帯広市・帯広の森陸上競技場　
  - 藤枝順心（東海第1・静岡  ） 3 - 0 聖和学園（東北第1・宮城）　
    - 藤枝順心は7年ぶり2回目の優勝。

高円宮杯 JFA U-18サッカープレミアリーグ 2023 ファイナル
- 決勝 12月10日・埼玉スタジアム2002
  - 青森山田高校（プレミアリーグEAST） 2  -  1 サンフレッチェ広島ユース（プレミアリーグWEST）[136]
    - 青森山田高校は4年ぶり3回目の優勝。

第72回全日本大学サッカー選手権大会
- 決勝 12月24日・茨城県立カシマサッカースタジアム
  - 明治大学（関東第3/東京）2 － 0 京都産業大学（関西第1/京都）
    - 明治大学は3大会ぶり4回目。

#### フットサル
Fリーグ2022/2023 ディビジョン1
- 2022年6月18日 - 2023年2月24日
  - 優勝 名古屋オーシャンズ
    - 名古屋オーシャンズは6シーズン連続15回目の優勝

Fリーグ2022/2023 ディビジョン2
- 2022年6月18日 - 2023年2月5日
  - 優勝 しながわシティ
    - しながわシティは3シーズン連続3回目の優勝

JFA 第28回全日本フットサル選手権大会
- 3月11日 - 19日
  - 優勝 フウガドールすみだ
    - フウガドールすみだは12大会ぶり2回目の優勝

Fリーグ オーシャンカップ2023
- 5月21日・アダストリアみとアリーナ
  - 名古屋オーシャンズ 5 - 1 バルドラール浦安
    - 名古屋オーシャンズは5大会連続10回目の優勝

Fリーグ2023/2024 ディビジョン2
- 2023年6月4日 - 12月24日
  - 優勝 ヴォスクオーレ仙台
    - ヴォスクオーレ仙台は初優勝

## 死去
カッコ内は生年
- 1月6日 -  ジャンルカ・ヴィアッリ（* 1964年）[141] 元サッカーイタリア代表。
- 1月7日 -  モデスト・エムバミ（* 1982年）[142] 元サッカーカメルーン代表。
- 1月8日 -  ロベルト・ディナミッチ（* 1957年）[143] 元サッカーブラジル代表
- 1月28日 -  カルロ・タヴェッキオ（* 1943年）[144] 元イタリアサッカー連盟会長
- 2月6日 -  クリスティアン・アツ（* 1992年）[145] 元サッカーガーナ代表
- 3月1日 -  ジュスト・フォンテーヌ（* 1933年）[146] 元サッカーフランス代表
- 3月19日 -  ナドベザ・ペーター（* 1942年）[147] 元サッカーユーゴスラビア代表
- 4月4日 -  朴景和（朝鮮語版）（* 1939年）[148] 元大分トリニティ監督
- 4月30日 -  森下源基（* 1941年）[149] 元ヴェルディ川崎社長
- 5月9日 -  アントニオ・カルバハル、ワールドカップ史上初の5大会連続出場、（* 1929年）[150] 元サッカーメキシコ代表。
- 8月20日 -  金子勝彦（* 1934年）[151] 元テレビ東京アナウンサー、サッカー実況アナウンサー
- 10月21日 -  ボビー・チャールトン（* 1937年）[152] 元サッカーイングランド代表。